# Comuna Sobîci, Șostka
Sobîci (în ucraineană Собич) este o comună în raionul Șostka, regiunea Sumî, Ucraina, formată din satele Lisne și Sobîci (reședința).

## Demografie
Componența lingvistică a comunei Sobîci
     Ucraineană (97,17%)
     Rusă (2,12%)
     Alte limbi (0,7%)
Conform recensământului din 2001, majoritatea populației comunei Sobîci era vorbitoare de ucraineană (97,17%), existând în minoritate și vorbitori de rusă (2,12%).